# Jan II van den Dale
Jan II van den Dale (de Valle) ( - 1477) was een telg uit een Mechelse patriciërsfamilie. Als deken van de gezworenen van de lakengilde werd hij schepen van Mechelen (in 1441, 1445, 1449, 1454, 1458, 1463, 1467, 1468, 1472 en 1473) en burgemeester van Mechelen (in 1447, 1451, 1453, 1456, 1461, 1465, 1470, 1473 en 1476). 

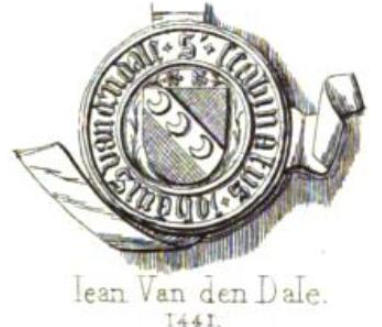
Officiële zegel van Jan (II) van den Dale.

Zijn vader was Gerard I van den Dale. Hij was een kleinzoon van Jan I van den Dale rentmeester van Mechelen (in 1371 - 1372) en schepen van Mechelen (in 1369 en 1372) en een achterkleinzoon van Rombout I van den Dale (de Valle) ( - 12 mei 1369) schepen van Mechelen in 1360. De juiste verwantschap met Hendrik van den Dale (de Valle) die schepen van Mechelen was in 1268 tot 1301 is niet duidelijk. Of hij ook verwant is met Jan van den Dale die, volgens een episch gedicht uit de 14e eeuw, deelnam aan de Grimbergse Oorlogen aan de zijde van Arnoud (Arnulf) Berthout (ca. 1100 - 1147) uit het geslacht Berthout, heren van Grimbergen en Mechelen is niet zeker.
Pieter I van den Dale schepen van Mechelen (in 1461 en 1465) en burgemeester van Mechelen (in 1463) en burgemeester (in 1474-1476) van Geraardsbergen was zijn broer. 
Hij was een oom van Gerard van den Daele schepen van Mechelen in 1483 en burgemeester van Mechelen in 1487 en 1492. 
Tijdens het Beleg van Calais (1436) was hij aanvoerder van vijfhonderd ruiters uit Mechelen.
Op 4 mei 1439 nam hij deel aan het riddertornooi op de Grote Markt te Brussel, waaraan ook Filips de Goede deelnam. Hij maakte deel uit van een groep van zes ruiters onder de leiding van Wouter Berthout van Duffel, burgemeester van Mechelen. 
Samen met Wouter Berthout van Duffel nam hij later als gezant van Mechelen ook deel aan de bruiloft van Anton van Bourgondië (1421-1504) te Brussel. 